# Danmarks nationale cykelruter
Danmarks nationale cykelruter er et netværk af 11 cykelruter på i alt 4.233 km koordineret af Vejdirektoratet. De nationale cykelruter, der primært er tiltænkt cykelturister, er defineret som ruter, der som hovedprincip forløber nord-syd eller øst-vest gennem flere landsdele, og er over 200 km lange. Ruterne bør desuden være farbare i al slags vejr og uden blinde ender, sløjfer og forgreninger.
Cykelruterne varierer i belægning, der dog alle er farbare på cykel, omend visse strækninger er belagt med løst grus. De varierer også i længde og krydser flere steder hinanden, så man kan skifte fra en retning til en anden. Dog er rute 10 på Bornholm isoleret. De nationale cykelruter er desuden forbundet med et stort netværk af regionale og lokale cykelruter i Danmark. De nationale ruter 1 til 10 er oprettet i 1993 efter ide af Foreningen Frie Fugle. I 2002 blev rute 12 omkring Limfjorden oprettet, og som seneste skud på stammen blev Østersøruten (rute 8) indviet i foråret 2018, som resultatet af et samarbejde mellem Vejdirektoratet og 17
kommuner. Sidstnævnte er dog en udvidelse og omlægning af den
tidligere nationale cykelrute Sydhavsruten. Da ruterne blev oprettet af de daværende amter med support fra Dansk Cyklist Forbund og Vejdirektoratet, blev Danmark det første land i verden, der fik et samlet net af cykelruter. Efter amternes nedlæggelse i 2006 overgik ansvaret for vedligeholdelse og afmærkning af de nationale cykelruter til kommunerne.
Skiltningen af ruterne foregår ved vejtavler, der er opført ved samtlige sving på ruten. Skiltene er med blå baggrund og hvid skrift, der markerer i hvilken retning ruten fortsætter. Ofte er afstanden til de nærmeste byer og landsbyer desuden angivet. Til forskel fra regionalruterne har nummeret på nationalruterne en rød baggrund. Omkring tallet til alle ruterne er altid en hvid firkant. På skiltene findes desuden en hvid cykel.
Nummereringen af ruterne løber fra 1 til 12, hvor de lige numre er vest-øst-gående ruter mens de ulige er nord-syd-gående. Rute 8, 10 og 12 adskiller sig dog fra dette system, da de er rundstrækninger. Rute 11 er ikke i anvendelse.
Ruterne forløber primært på mindre veje, der er tyndt befærdede eller på cykelstier langs større veje. Desuden er en del af rutestrækningen på veje, hvorpå biler ikke har tilladelse til at køre. Disse strækninger er en blanding af stier og nedlagte veje som for eksempel den sydligste del af rute 1, hvor man lige bag digerne ved vestkysten kører på asfalterede serviceveje, der tidligere var åbne for biler, men nu er hegnede, således at fårene på forlandet bedre kan søge ly der.

## Rutetilkoblinger
Flere af ruterne indgår i internationale ruter og er således del af EuroVelo-projektet. Dette drejer sig om rute 1 samt den nordligste del af rute 5, der er del af North Sea Cycling Route (EuroVelo 12), rute 3, der er del af Pilgrimsruten (EuroVelo 3), rute 8, der på noget af strækningen er en del af Baltic Sea Cycling Route (EuroVelo 10), samt dele af rute 6 og 9, der begge indgår i Middle Europe Route (EuroVelo 7). Cykelruten mellem Berlin og København (Bikeway Berlin-Kopenhagen) falder i Danmark ligeledes sammen med en del af nationalrute 9.
Langs med Nationalrute 1 (Vestkystruten) og rute 9 (Helsingør-Gedser) findes desuden 26 panoramaruter, der ligger som sløjfer på de to lange nationale ruter. 16 af panoramaruterne ligger langs Vestkystruten og 10 af dem på den del af rute 9, der er en del af Berlin-København ruten. Panoramaruterne, der typisk er mellem 20 og
50 km, har forskellige temaer som for eksempel Oplev naturens kræfter, Drama på klinten, Vikinger og Vadehavet og På opdagelse med familien.

## Officielt kortgrundlag
De nationale danske cykelruters officielle kortgrundlag udgøres af såkaldte ruterelationer i OpenStreetMap, hvor de vedligeholdes og løbende opdateres efter materiale udleveret af Vejdirektoratet, dels af ansatte i Vejdirektoratet og dels af erfarne frivillige OpenStreetMap-entusiaster. Formelt set skal kommuner ansøge Vejdirektoratet om lov til at ændre på ruteforløbet af de nationale cykelruter samt ved ønsket om at oprette en helt ny national cykelrute.
Dette betyder, at man kan studere ruterne i detaljer via adskillige OpenStreetMap (OSM) baserede kortprodukter, såsom:
- Andy Allans cykelkort OpenCycleMap, hvor cykelruter + diverse former for cykelinfrastruktur kortlagt i OSM er fremhævet.
- Waymarkedtrails, der gør det nemt at overskue og hente gps-ruter for alle slags vandre-, cykel-, mtb-, ride- og ski-ruter der er kortlagt i OSM.
- cycle.travel. Cykelnavigationsside lavet af en fremtrædende figur i OSM miljøet. Vægter veje og stier der er del af skiltede cykelruter højere end andre og kan således bruges til at beregne egne dags etaper, detours og lign.
- Naviki Tyskudviklet cykelnavigation med både hjemmeside og apps og som kan beregne cykelture til adskillige formål. Man ser her ikke direkte cykelruterne, men det er tydeligt at de ved ruteberegning vægtes højere.
- OsmAnd. Opensource App til Android & Iphone med navigation til både biler, cykler og fodgængere og et væld af funktioner. Mulighed for at få vist cykelruter som et ekstra lag på kortet.
- Garmin Det står enhver der har lyst frit for at fremstille OSM-baserede kort til sin Garmin GPS eller hente færdige fra f.eks. Velomap.

## Ruterne
| #   | Navn                     | Længde | Asfalt | Kommentar                                                                                   |
| --- | ------------------------ | ------ | ------ | ------------------------------------------------------------------------------------------- |
| N1  | Vestkystruten            | 560 km | 70 %   | Rudbøl - Skagen                                                                             |
| N2  | Hanstholm-København      | 420 km | 80 %   |                                                                                             |
| N3  | Hærvejsruten             | 450 km | 78 %   | Padborg - Frederikshavn                                                                     |
| N4  | Søndervig-København      | 310 km | 90 %   | Omlagt i 2019. Løber nu over Samsø i stedet for den nedlagte færgerute Aarhus - Kalundborg. |
| N5  | Østkystruten             | 650 km | 90 %   | Sønderborg - Skagen                                                                         |
| N6  | Esbjerg-København        | 330 km | 92 %   |                                                                                             |
| N7  | Sjællands Odde-Rødbyhavn | 240 km | 90 %   |                                                                                             |
| N8  | Østersøruten             | 840 km | 95 %   | En omlægning og udvidelse af Sydhavsruten (360 km)                                          |
| N9  | Helsingør-Gedser         | 290 km | 92 %   |                                                                                             |
| N10 | Bornholm Rundt           | 105 km | 90 %   |                                                                                             |
| N12 | Limfjordsruten           | 610 km | 90 %   | Rundtur omkring Limfjorden                                                                  |

## Nyt cykelknudepunktsystem
I juni 2020 indgik regeringen og et flertal af Folketingets partier en aftale om en sommerpakke til støtte for dansk turisme. Et af initiativerne er "Bedre vilkår for cykelturismen i Danmark". Til dette formål er afsat 20 mio. kr. i 2020 til udvikling, pilottest og udbredelse af et nyt sammenhængende cykelknudepunktsystem.
Cykelknudepunktssystemet skal skabe en bedre afmærkning af cykelvenlige strækninger i Danmark og cykeloplevelser med bedre adgang til naturen. Inspirationen til knudepunktsystemet kommer fra Holland og Belgien, hvor man er gået bort fra kun at skilte længere, sammenhængende ruter. I stedet har man skabt et netværk af cykelvenlige strækninger forbundet af knudepunkter, hvor cyklisterne så frit kan sammensætte en rute gennem netværket, der går fra knudepunkt til knudepunkt. Ifølge Foreningen for Dansk Cykelturisme er det dog planen, at de nationale cykelruter bevares som rygraden i det nye netværk.
Projektet forankres i Dansk Kyst- og Naturturisme, som har modtaget bevillingen.